# Infernal Connection
Infernal Connection – piąty album studyjny polskiej thrash metalowej grupy Acid Drinkers. Wydawnictwo ukazało się w grudniu 1994 roku nakładem wytwórni MegaCzad. Na płycie znalazło się 10 premierowych utworów oraz jeden cover. Nagrania odbyły się pomiędzy wrześniem a październikiem 1994 roku w gdańskim Modern Sound Studio. Głównym producentem albumu był gitarzysta grupy, Litza, zaś nagrywaniem, inżynierią dźwięku i miksowaniem  zajęli się Tomasz Bonarowski i Adam Toczko, którzy współpracowali z zespołem już podczas tworzenia cover albumu Fishdick.

## Kontekst
Po wydaniu albumu Fishdick oraz powrocie do zdrowia Litzy, zespół planował nagrać płytę zgoła odmienną od dotychczasowych dokonań. Na wczesnym etapie pojawił się tytuł, który brzmieć miał „Infernal Connection”, co po polsku oznacza „Piekielne Pokrewieństwo”. Jak przyznawał później Titus: „Piekielne pokrewieństwo? Nie wiedziałem dokładnie skąd to się wzięło, ale wiedziałem, że będzie pasować do tego, co chcę powiedzieć. Czym ono jest? To nie death metal, ani szatan czy odwrócone krzyże na kurtkach małolatów. To są narkotyki, przemoc, koneksje, mafia, układy. Wszystko, z czego całe to zło wynika”.

## Nagrywanie
W połowie lipca 1994 roku ukończono wstępne szkice nowych kompozycji. Próby odbywały się w Starym Browarze, gdzie trwało pisanie nowego materiału. We wrześniu rozpoczęto nagrywanie w Modern Sound Studio w Gdyni. Litza był głównym producentem muzycznym materiału na płytę, zaś duet Tomasz Bonarowski – Adam Toczko zajął się nagrywaniem, inżynierią dźwięku i miksowaniem. Według wypowiedzi Litzy styl muzyczny na płycie powstał w klimacie Popcorna. W trakcie prac doszło do wielu konfliktów na linii Litza – Titus, głównie z powodu pomysłów tego pierwszego. To właśnie Litza zaproponował, by obniżyć strojenie gitar o cztery półtony, co szybko podchwycił drugi gitarzysta, Popcorn. Początkowo niechętni do tego pomysłu Titus i Ślimak, ostatecznie przystali na niższy strój. Z tego też powodu Titus zmuszony był napisać nowe teksty. Wykorzystano także profesjonalną perkusję Jana Pluty z zespołu Kombi oraz inny rodzaj wzmacniaczy gitarowych produkcji Messa Boogie, pożyczonych od Grzegorza Skawińskiego, na których dokonano powtórnej rejestracji materiału.
W sesji nagraniowej wziął udział Kazik Staszewski z zespołu Kult, który zaśpiewał w utworze „Konsument”, nie biorąc za to żadnego honorarium, jednak zastrzegł sobie możliwość umieszczenia kompozycji na jednym ze swoich albumów. W utworze „Dancing in the Slaughter-House” partie scratchowe wykonał D.J. JanMarian, a w interpretacji piosenki 
„Konsument” gościnnie wystąpił także Grzegorz Skawiński, który specjalnie do tego utworu napisał i nagrał solówkę. Ponadto w utworze „Slow and Stoned (Method of Yonash)” głosu udzielił raper Karramba, zaś w „Backyard Bandit” Lipa z grupy Illusion.

## Teksty i muzyka
Teksty napisane na potrzeby tego albumu poruszają głównie tematykę wszechobecnego na świecie zła oraz ludzkich słabości, m.in. narkotykami, o których mowa w „The Joker” oraz w „Drug Dealer”, który dotyczy procederu dilerów. Druga kompozycja to cykliczne powtarzane dwa zdania: „Selling dope and other shit/Drug dealer”. Natomiast w tytułowym utworze tekst jest melorecytowany, zaś w połowie taśma zatrzymuje się, a całość puszczana jest od tyłu. Po typowo thrash metalowym „Hiperenigmatic Stuff of Mr. Nothing” następuje „Anybody Home ??!!” z refrenem w stylu muzyki punkowej. „Track Time: 66.6 sec.” zaśpiewany został przez Litzę w konwencji death metalowej i trwa, jak wskazuje tytuł, 66,6 sekund. Drugi utwór, w którym pierwszym wokalistą jest Litza, to „Slow and Stoned (Method of Yonash)”, wyraźnie wolniejsza od reszty albumu kompozycja. Kolejne trzy utwory, „Dancing in the Slaughter-House”, „IQ Cyco” oraz „Backyard Bandit”, to powrót do inspiracji thrash metalem. Dodatkowo w „IQ Cyco” wykorzystano dźwięk scratchowania, typowy dla hip-hopu.
We wkładce do płyty zostały opublikowane liryki utworów w języku angielskim oraz ich tłumaczenia na język polski.

## Wydanie
Nowy album zespół wydać chciał ponownie za pośrednictwem wytwórni Loud Out Records, która sygnowała poprzednią płytę grupy, Vile Vicious Vision. W tamtym czasie jednak Loud Out przekształciło się w spółkę, której głównym udziałowcem został Marek Grela. Grela oraz Andrzej Mackiewicz spotkali się z członkami zespołu w Warszawie i wysłuchali ich propozycji. Po tygodniu Grela odmówił, pragnąc zmienić nieco sposób zarządzania firmą, która zbankrutowała kilka lat później.
Członkowie grupy postanowili szukać innego wydawcy. Pojawiła się oferta z Izabelin Studio, do rozmów włączyło się także BMG. W końcu zespół trafił do firmy Bird Fox, która rozpoczęła kampanię reklamową nadchodzącego albumu, którego premiera planowana była na październik 1994 roku. Po jakimś czasie Bird Fox postanowiło przebranżowić się, jednak zespół postawił warunek i nakazał poprzedniemu już wydawcy znalezienie nowego, który wypełniłby jego zobowiązania. Wybór padł na warszawską firmę MegaCzad, której nakładem Infernal Connection wydane zostało w grudniu 1994 roku na kasetach magnetofonowych oraz CD. W ramach promocji płyty powstał teledysk do utworu „Track Time: 66.6 sec.”.
Na albumie znalazło się 11 utworów, jednak na samą płytę składało się w sumie „66” ścieżek. Po zakończeniu ostatniej faktycznej kompozycji, kolejne składają się tylko z pięciu sekund ciszy i tak aż do numeru 66.
Po podpisaniu umowy pomiędzy zespołem a Metal Mind, w 1997 roku ukazała się pierwsza reedycja albumu, zawierająca dodatkowe utwory z koncertu w Katowicach z 3 czerwca 1996 roku, na którym Acid Drinkers supportowali Deep Purple, a także zremasterowane intro do utworu „The Joker”. W spisie utworów pominięto jednak „Two Be One” i „Slow and Stoned (Method of Yonash)”. Kolejne wznowienia ukazały się w 2008 oraz 2009 roku. Nie znalazły się na nich utwory z Katowic, zamiast tego pojawiły się cztery remiksy „Slow and Stoned (Method of Yonash)”.

## Okładka
Pierwsze projekty stworzone zostały przez grafika Jerzego Kurczaka, co nasunęło członkom zespołu pomysł z ostatecznym kształtem okładki, na której znalazło się zdjęcie kurczaka ubranego w koszulkę z logiem zespołu Venom. Dostarczył ją Tomasz Molka. Pomysłodawcą takiego zabiegu był Litza, który motywował to w ten sposób: „Siedzieliśmy wtedy u fotografa, gdy powiedziałem do chłopaków ‚Wiecie, to musi być jakieś hasło. To musi być takie, jak ślad buta lub dłoń’. Pokazałem dłoń i zapytałem co to przypomina? 'Kurczaka'. ‚No dobra, to zróbmy kurczaka’. ‚Ale co on ma wspólnego z Infernal Connection?’. ‚No to załóżmy mu koszulkę Venom’ – i od razu miał związek z tytułem”. Za tło okładki posłużył papier ścierny, zaś na wystający z niego pręt nadziany został kurczak, co sprawiało wrażenie, jakby wisiał on w powietrzu. Pod spodem znalazło się czarne jajo.
W środku znalazły się czarno-białe zdjęcia członków zespołu, które zostały zdeformowane poprzez nałożenie na siebie dwóch prawie identycznych fotografii. Na płycie oraz na wewnętrznej stronie okładki przedstawiony został krzyż św. Benedykta, który oznacza zwycięstwo Chrystusa nad szatanem i śmiercią. Jak wyjaśniał Litza: „To wyraz solidarności z zespołem Armia. Dużo nas wtedy zaczęło łączyć, między innymi ten krzyż, który sobie później też wytatuowałem”.

## Odbiór
| Gazeta Wyborcza | [ 3 ]  |
| Rockmetal.pl    | [ 11 ] |
| Super Express   | [ 3 ]  |
| Teraz Rock      | [ 9 ]  |
| Tylko Rock      | [ 3 ]  |

Infernal Connection spotkało się z bardzo ciepłym przyjęciem polskich mediów. Miesięcznik Brum nadał albumowi tytuł „płyty miesiąca”. Album zajął także dziewiąte miejsce w plebiscycie Brum na płytę roku oraz piąte miejsce w bliźniaczym konkursie Metal Hammer. W 2012 roku płyta zajęła pierwsze miejsce w plebiscycie czasopisma Machina na „Najlepszą płytę w historii polskiego metalu”.

## Trasa koncertowa
W listopadzie 1994 roku podczas festiwalu Odjazdy w katowickim Spodku zespół po raz pierwszy wykonał utwory z nadchodzącej płyty. W programie Acid Drinkers znalazły się wówczas „Dancing in the Slaughter-House”, „Anybody Home ??!!”, „Track Time: 66.6 sec.”, „Drug Dealer” i „Slow and Stoned (Method of Yonash)”.
Faktyczna trasa rozpocząć miała się dopiero później, zaś jej organizację powierzono firmie Art Management, z którą Litza miał styczność podczas wspólnego tournée Illusion i Flapjacka. Zaplanowano osiemnaście koncertów w największych miastach Polski, które miały odbyć się w ciągu osiemnastu dni. Trasę nazwano „Nuclear Mosher Tour”, zgodnie z pomysłem Titusa: „Była kiedyś taka fryzura, Ślimak ją miał i Pigdy z Voi Voida. Długie włosy wygolone po bokach. Ona nazywała się Nuclear Mosher. Dorzuciłem do tego Tour i nastąpił nieźle brzmiący tytuł. Zresztą, zawsze byliśmy mosherami, machaliśmy tymi naszymi dyniami. Na tej trasie też dużo było moshu. Parę razy o mało łeb bym sobie urwał. To fakt. Machania dyniami było naprawdę sporo”.
Sponsorem trasy zostali browar EB oraz Metal Mind. Zaczęło się 18 maja 1995 roku w Koninie, zaś zakończyło 4 czerwca w Poznaniu. Trasa obejmowała 18 koncertów. Zespołowi w roli supportu towarzyszył Dynamind, na kilku koncertach pojawiły się także lokalne zespoły zaakceptowane przez Litzę. W Krakowie wraz z Acid wystąpiło Corozone, w Łodzi Chopin's Hand, a w Warszawie Hunter.
Podczas „Nuclear Mosher Tour” Ślimak zaczął ustawiać swój zestaw perkusyjny po prawej stronie sceny, tyłem do publiczności. W czasie koncertu w Łodzi po Acid Drinkers wystąpił zespół składający się z dwóch technicznych Acidów – Karamby i Pickera. Pierwszy grał na perkusji, drugi na basie. Dołączyli do nich Ślimak, który śpiewał i grał na gitarze oraz wokalista Dynamind Hau, który wspierał Ślimaka w sekcjach wokalnych. Zespół wykonał utwór Beastie Boys pt. „No Sleep Till Brooklyn”. Występ w Białymstoku musiał zostać przerwany, gdyż z powodu wysokiej temperatury w klubie, w którym zespół grał, zasłabł Litza. Gdański koncert był natomiast rejestrowany przez telewizyjny kanał muzyczny Czad Kommando.

## Lista utworów
Opracowano na podstawie materiału źródłowego. Wszystkie teksty i kompozycje autorstwa zespołu Acid Drinkers, poza wyszczególnionymi wyjątkami.
| Nr  | Tytuł utworu                          | Tekst            | Muzyka         | Długość |
| --- | ------------------------------------- | ---------------- | -------------- | ------- |
| 1.  | „Hiperenigmatic Stuff of Mr. Nothing” |                  |                | 3:40    |
| 2.  | „Anybody Home ??!!”                   |                  |                | 3:45    |
| 3.  | „The Joker”                           |                  |                | 3:15    |
| 4.  | „Track Time: 66.6 sec.”               |                  |                | 1:06    |
| 5.  | „Drug Dealer”                         |                  |                | 3:44    |
| 6.  | „Slow and Stoned (Method of Yonash)”  |                  |                | 5:04    |
| 7.  | „Dancing in the Slaughter-House”      |                  |                | 2:36    |
| 8.  | „IQ Cyco”                             |                  |                | 3:03    |
| 9.  | „Backyard Bandit”                     |                  |                | 3:24    |
| 10. | „Infernal Connection”                 |                  |                | 6:42    |
| 11. | „Konsument” (cover Kultu)             | Kazik Staszewski | Tomasz Pukacki | 3:04    |
|     |                                       |                  |                | 39:23   |

| Wydanie z 1997 roku – utwory dodatkowe z koncertu w Katowicach z 3 czerwca 1996 roku | Wydanie z 1997 roku – utwory dodatkowe z koncertu w Katowicach z 3 czerwca 1996 roku | Wydanie z 1997 roku – utwory dodatkowe z koncertu w Katowicach z 3 czerwca 1996 roku | Wydanie z 1997 roku – utwory dodatkowe z koncertu w Katowicach z 3 czerwca 1996 roku | Wydanie z 1997 roku – utwory dodatkowe z koncertu w Katowicach z 3 czerwca 1996 roku |
| Nr                                                                                   | Tytuł utworu                                                                         | Tekst                                                                                | Muzyka                                                                               | Długość                                                                              |
| ------------------------------------------------------------------------------------ | ------------------------------------------------------------------------------------ | ------------------------------------------------------------------------------------ | ------------------------------------------------------------------------------------ | ------------------------------------------------------------------------------------ |
| 1.                                                                                   | „Pizza Driver” (live)                                                                |                                                                                      |                                                                                      | 4:35                                                                                 |
| 2.                                                                                   | „Two Be One” (live)                                                                  |                                                                                      |                                                                                      | 4:10                                                                                 |
| 3.                                                                                   | „Drug Dealer” (live)                                                                 |                                                                                      |                                                                                      | 3:13                                                                                 |
| 4.                                                                                   | „Street Rockin'” (live)                                                              |                                                                                      |                                                                                      | 4:14                                                                                 |
| 5.                                                                                   | „Slow and Stoned (Method of Yonash)” (live)                                          |                                                                                      |                                                                                      | 5:23                                                                                 |
| 6.                                                                                   | „The Joker” (live)                                                                   |                                                                                      |                                                                                      | 2:53                                                                                 |
| 7.                                                                                   | „Seek and Destroy” (live, cover Metalliki)                                           | James Hetfield                                                                       | James Hetfield, Lars Ulrich                                                          | 3:21                                                                                 |
| 8.                                                                                   | „Wild Thing” (live, cover The Troggs)                                                | Chip Taylor                                                                          | Chip Taylor                                                                          | 2:51                                                                                 |
|                                                                                      |                                                                                      |                                                                                      |                                                                                      | 30:40                                                                                |

| Wydanie z 2008 roku i późniejsze – utwory dodatkowe | Wydanie z 2008 roku i późniejsze – utwory dodatkowe             | Wydanie z 2008 roku i późniejsze – utwory dodatkowe |
| Nr                                                  | Tytuł utworu                                                    | Długość                                             |
| --------------------------------------------------- | --------------------------------------------------------------- | --------------------------------------------------- |
| 1.                                                  | „Slow and Stoned (Method of Yonash)” (Bonar Remix)              |                                                     |
| 2.                                                  | „Slow and Stoned (Method of Yonash)” (Techno Jarogniew Remix)   |                                                     |
| 3.                                                  | „Slow and Stoned (Method of Yonash)” (Bonar Club Remix)         |                                                     |
| 4.                                                  | „Slow and Stoned (Method of Yonash)” (Acid Studio Praca Wygłup) |                                                     |

## Twórcy
Opracowano na podstawie materiału źródłowego.
| Zespół Acid Drinkers w składzie - Titus – wokal, gitara basowa - Litza – gitara, wokal (4, 6), produkcja, pomysł okładki - Popcorn – gitara - Ślimak – perkusja | Inni muzycy - Tomasz Bonarowski – perkusja (5), nagrywanie, inżynieria, miksowanie - Adam Toczko – tambury (5), nagrywanie, inżynieria, miksowanie - Karramba – wokal (6) - D.J. JanMarian – scratch (7) - Lipa – wokal (9) - Kazik Staszewski – wokal (11), projekt okładki - Grzegorz Skawiński – gitara solo (11) | Dodatkowy personel - Grzegorz Piwkowski – mastering - Tomek Molka – koszulka grupy Venom na okładce - Jacek Gulczyński – fotografie we wkładce |